# Zorica Dubovská
Zorica Marta Dubovská (ur. 11 kwietnia 1926 w Pradze, zm. 6 grudnia 2021) – czeska językoznawczyni, specjalistka w zakresie języków Indonezji. Jest autorką podręczników poświęconych językom indonezyjskiemu i jawajskiemu. Jej dorobek obejmuje także prace na temat historii archipelagu indonezyjskiego oraz przekłady literatury indonezyjskiej.
Jest absolwentką praskiego Uniwersytetu Karola. Najpierw kształciła się z zakresu klasycznego języka arabskiego, później podjęła studia w dziedzinie językoznawstwa ogólnego (specjalizacja język indonezyjski).
Za całokształt postawy i dorobku otrzymała w 1997 r. czeską nagrodę Gratias Agit, a w 2010 r. jedno z najwyższych odznaczeń państwowych Republiki Indonezji, medal Bintang Jasa Pratama.

## Książki
- Indonéské lidové pohádky (1966)
- Úvod do javánštiny (1975)
- Indonéská republika (współautorstwo, 1985)
- Indonéština (1998)
- Dějiny Indonésie (współautorstwo, 2005)
- Bajky a pověsti Indonésie (2017)
- Veselé a strašidelné povídky z Jávy (2020)